# Ludwig Tieck
Johann Ludwig Tieck (ur. 31 maja 1773 w Berlinie, zm. 28 kwietnia 1853 tamże) – poeta, dramaturg, powieściopisarz, nowelista, bajkopisarz, tłumacz i krytyk, jeden z najwybitniejszych przedstawicieli wczesnego romantyzmu w Niemczech. Był także wydawcą i doradcą teatralnym w Berlinie i Dreźnie. Publikował również pod pseudonimem Peter Lebrecht i Gottlieb Färber. Pionier romantyzmu w teatrze, głównie poprzez poświęcone jemu prace Friedricha Schlegla, teoretyka wczesnego romantyzmu, wywarł wpływ na całą tę epokę. W późniejszym okresie swojej twórczości zbliżył się do realizmu.
W 1797 r. Tieck wydał udramatyzowaną baśń ludową Kot w butach: bajkę dla dzieci w 3 aktach, z intermedium, prologiem i epilogiem. Autor powołuje w Kocie w butach, jako pierwszy w historii na taką skalę, wątki autotematyczne, metateatralne. Tieck powołuje rzeczywistość w teatrze, która podlega od razu zniszczeniu. W świecie przedstawionym pomieszczono dwie strony aktu teatralnego- bohaterów sztuki, jej twórców (Poeta- autor) i odbiorców. Dzieło Tiecka to pierwszy dramat oparty na grze iluzji i antyiluzji, tworzenia i niszczenia, których akt staje w centrum uwagi razem z osobą twórcy i demaskatora zarazem. Poprzez parabazę, wykroczenie poza świat przedstawiony dzięki obecności chóru (nie bez powodu Tiecka nazywa się romantycznym Arystofanesem; chór spełniający podobną rolę jest obecny w pojedynku Ajschylosa z Eurypidesem w Żabach), autor zwraca się bezpośrednio do widowni, dokonuje deziluzji. W tej udramatyzowanej wersji baśń ludowa o Kocie w butach zostaje rozbudowana o wątek króla i księżniczki. Ludwig Tieck powołuje świat, pokazuje teatr i go komentuje. W wydanych w tym samym roku Fragmentach krytycznych Fryderyk Schlegel teoretyzuje o tym, co zrobił Tieck. Nazwał to zjawisko ironią romantyczną, a akt kreacji rzeczywistości i osobę kreatora, a nie samą rzeczywistość, ustawia w centrum nowej estetyki romantycznej.

## Życie

### Młodość, studia i pierwsze sukcesy

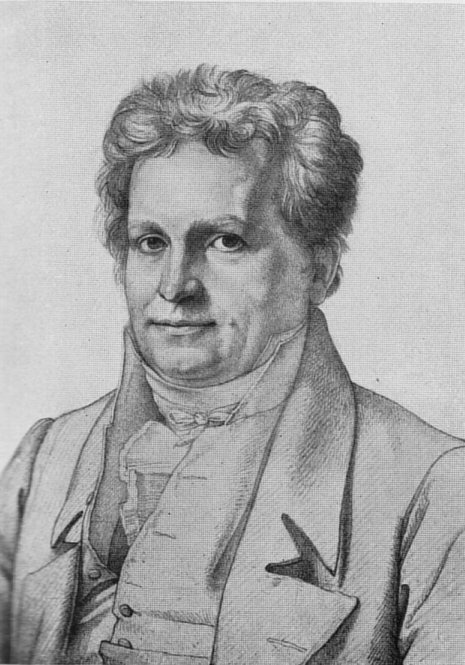
Ludwig Tieck

Ludwig Tieck urodził się 31 maja 1773, dorastał w Berlinie razem z młodszym rodzeństwem, bratem Friedrichem i siostrą Sophie. Od 1782 roku uczęszczał do gimnazjum w Berlinie (Friedrich-Werdersche Gymnasium), pod przewodnictwem Friedricha Gedika, gdzie nawiązał bliską znajomość z Wilhelmem Heinrichem Wackenroderem. Studiował historię, filologię, oraz starożytną i nowożytną literaturę w Halle (1792), Getyndze (1792/1793, 1793/1794), oraz w Erlangen (1793, tu razem z Wackenroderem). Właściwym celem studiów było uzyskanie wykształcenia potrzebnego do zostania wolnym pisarzem, już wtedy zajmował się on szczegółowo Szekspirem. W czasie studiów w Erlangen podejmował wraz z Wackenroderem wyprawy do Norymbergi, także w regiony Szwajcarii Frankońskiej, aż po Smreczany, jak również do barokowego zamku Weissenstein w Pommersfelden, przeżycia z tych wypraw uwieczniał później w jego znanych opisach podróżniczych.
Pierwsze prace poetyckie pisał w Berlinie, jeszcze zanim podjął studia. Przerwał je w 1794 i powrócił do Berlina (do 1799). Literatura rozrywkowa i literackie eksperymenty w duchu późnego oświecenia opublikował on w zbiorze Straussfedern (od 1795), jego sztuki pisane prozą były częściowo wynikiem wspólnych prac z jego siostrą Sophie.
Ukazały się jego pierwsze powieści i opowiadania takie jak: Peter Lebrecht, eine Geschichte ohne Abenteuerlichkeiten (1795, 2 tomy.), William Lovell (1795-96, 3 tomy) i Abdallah (1796), po czym przechodząc w styl właściwego romantyzmu, podejmował dramatyczno – satyryczne opracowania starych pieśni ludowych i bajek, publikując je pod tytułem Volksmärchen von Peter Lebrecht (Berlin 1797, 3 tomy.) Z książką Franz Sternbalds Wanderungen Tieck dał kierunek powieściom romantycznym (Novalis, Eichendorff).
Pod koniec roku 1797 Tieck spotkał po raz pierwszy Friedricha Schlegela. Po poślubieniu w 1798 roku w Hamburgu córki kaznodziei (Juliusa Alberti), przebywał on w latach 1799–1800 w Jenie, gdzie zawarł przyjacielskie stosunki z braćmi Schlegel, Novalisem, Brentano, Fichte i Schellingiem. Do wczesnego romantyzmu zaliczani byli w tym okresie także August i Friedrich Schlegel. Dla teorii rozwijanych przez Schlegela Tieck dostarczał literackich przykładów (i na odwrót). Poznał także Goethego i Schillera. W 1801 zamieszkał razem z Friedrichem von Schlegelem w Dreźnie. Miał swój udział w tworzeniu pism Wackenrodera.

### W Cybince

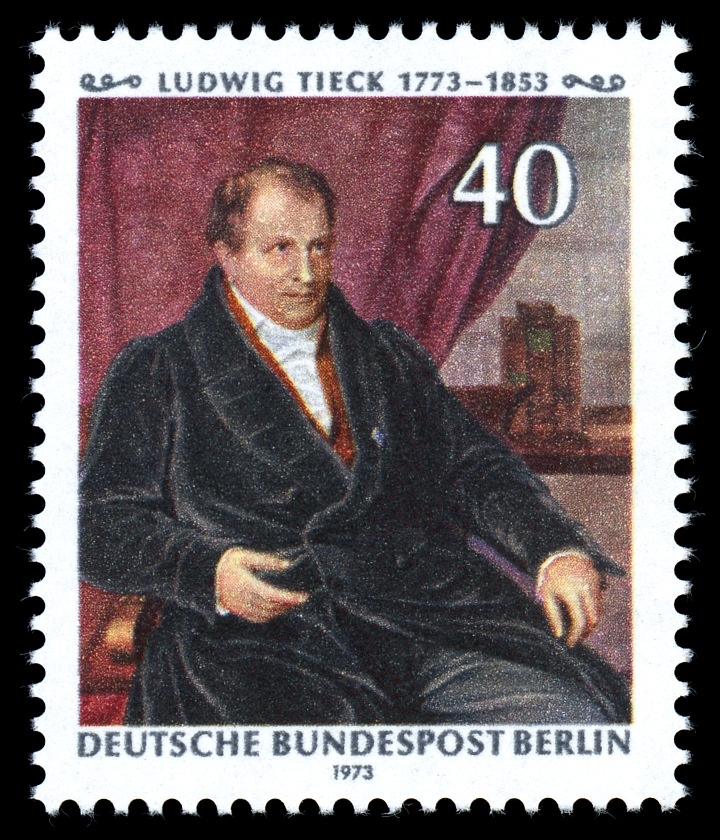
Portret Tiecka. Autor Carl Christian Vogel von Vogelstein

W 1801 Tieck przeniósł się z jego rodziną do Cybinki, na wschód od Frankfurtu nad Odrą, na posiadłość jego starego znajomego Burgsdorffa, który to zaprosił pisarza. Mieszkał tam, z przerwami, aż do 1819 roku.
Przebywał on po części w Berlinie, po części na hrabiowskiej posiadłości w Cybince pod Frankfurtem, skąd powrócił po podróży do Włoch, która miała na celu studiowanie przechowywanych w Watykanie staroniemieckich rękopisów. W tym czasie pojawiły się Prinz Zerbino, oder die Reise nach dem guten Geschmack (1799), Franz Sternbalds Wanderungen (Berlin 1798),powieść wychwalająca staroniemiecką sztukę, przy której swój koncepcyjny wkład miał jego przyjaciel Wackenroder oraz Romantische Dichtungen (Jena 1799-1800, 2 tomy.) wraz z tragedią Leben und Tod der heil. Genoveva (Berlin 1820), jak również spisaną podług księgi ludowej komedią Kaiser Octavianus. W tych utworach autor otwarcie zwracał się w kierunku romantyzmu.
Poza tym opublikował on tłumaczenia Don Quijota Cervantesa oraz przekłady kilku przypisywanych Szekspirowi sztuk pt. Altenglisches Theater (1811), także opracowanie utworu Frauendienst Ulricha von Lichtensteina (1812), jak i wybór sztuk dramatycznych Rosenplüta, Hansa Sachsa, Ayrera, Gryphiusa oraz Lohensteina („Deutsches Theater”, Berlin 1817, 2 tomy). Wydał także zbiór wcześniejszych bajek i sztuk teatralnych pt. Phantasus, rozszerzony o nowe opowiadania oraz sztukę Fortunat, które ponownie wzbudziły zainteresowanie niemieckiej publiczności osobą Tiecka. I tak w rzeczy samej bajki i opowiadania takie jak Der getreue Eckart, die Elfen, Der Pokal, Jasnowłosy Eckbert (Der blonde Eckbert), dzięki swym formalnym zaletom utrzymywały przez długi okres ich poetycką rangę. Czas wojny w 1813 pisarz spędził w Pradze. Po nastaniu pokoju podróżował do Londynu i Paryża, głównie w celach służących sporządzeniu obszernego dzieła o Szekspirze, którego jednak nigdy nie ukończył.

### W Dreźnie

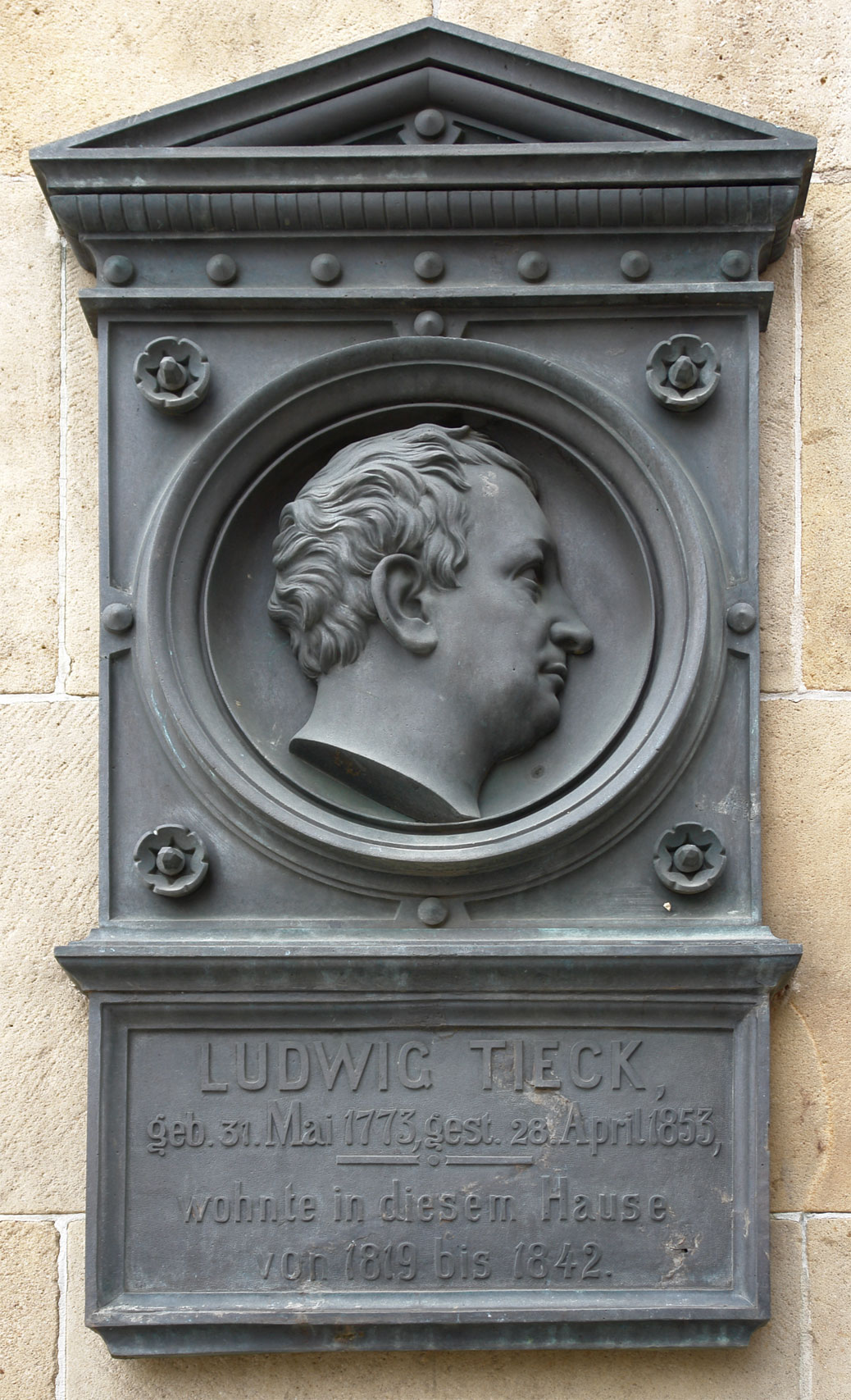
Tablica pamiątkowa w Dreźnie

1819-1841 Tieck mieszkał w Dreźnie. Pomimo przeciwieństwa, gdzie dystynkcja Tiecka stała naprzeciw trywialności drezdeńskiej beletrystyki, udało mu się głównie dzięki jego co wieczór organizowanym dramatycznym wykładom, które stały się znane w całych Niemczech, zebrać wokół siebie krąg ludzi, który całkowicie uznawał jego poglądy na sztukę.
Jako dramaturg teatru zyskał on zwłaszcza w 1820 roku znaczącą efektywność, która często była nadszarpywana przez intrygi i kłamstwa trywialnych opozycyjnych stronnictw. Jako pisarz posługiwał on się od czasu zamieszkania w Dreźnie prawie wyłącznie formą noweli. Ich cały zbiór (1852-54, 12 tomów) ukazywał jego wielki talent pisarski. Wydawał dzieła sztuki, w których prawdziwie literackie zadania rozwiązywał za pomocą czysto poetyckich środków, wieloma innymi utworami torował on natomiast drogę nowelistyce, w której epickie elementy całkiem się wycofują, a opowiadanie staje się tylko środkiem do przedstawienia konkretnych stanowisk oraz rezultatów edukacyjnych. Do najważniejszych dzieł z pierwszej kategorii zalicza się Die Gemälde, Die Reisenden, Der Alte vom Berge, Die Gesellschaft auf dem Lande, Die Verlobung, Musikalische Leiden und Freuden, Des Lebens Überfluß i inne.
Pośród dzieł historycznych w kategoriach trwałego znaczenia rozważane są takie pozycje jak Der griechische Kaiser, Der Tod des Dichters i przede wszystkim niedokończony utwór Aufruhr in den Cevennen. W jego wszystkich nowelach imponujący jest nie tylko prosty wdzięk opisu literackiego, ale także różnorodność żywych i typowych charakterów, czy też głębia poetyckiej idei. Także w prozaicznych nowelach Tieck pokazuje swoje mistrzostwo relacji literackiej. Jego ostatnie większe dzieło to Vittoria Accorombona (1840), powstałe pod wpływem francuskiego romantyzmu, pozostawiające jednak mimo szerokiej okazałości barw w większości niekorzystne wrażenie.
Także pozostała literacka aktywność Tiecka była inspirowana czasem spędzonym w Dreźnie. W 1826 roku przejął on wydanie i dokończenie zapoczątkowanego przez A. W. v. Schlegela tłumaczenia Szekspira, oraz wydał pozostałe pisma Heinricha von Kleista (Berlin, 1821), po których pojawiły się dzieła zebrane tego samego autora. Dzieła takie jak Die Insel Felsenburg Johanna Gottfrieda Schnabela (Wrocław 1827), zbiór pism Lenza czy też szekspirowskie dzieła zostały wzbogacone przedmowami oraz rozprawami o trwałym znaczeniu i wartości. Z dramatyczno-krytycznej działalności wynikło pojawienie się zbioru pt. Dramaturgischen Blätter.

### W Berlinie
W 1841 roku król Fryderyk Wilhelm IV Pruski wezwał pisarza do Berlina, gdzie ten w wyniku złego stanu zdrowia oraz z powodu śmierci jego najbliższych osób, żył w osamotnieniu życiem wprawdzie zaszczytnym i beztroskim, ale w gruncie rzeczy zrezygnowanym i zmarł 28 kwietnia 1853 roku. Jego Pisma krytyczne pojawiły się w dwóch tomach w 1848 roku.
Sprzeczna natura Tiecka może być wyjaśniana nie tylko przez niejednolitość jego wykształcenia, w którym wzajemnie zwalczały się osiemnastowieczny racjonalizm z mistycznym romantyzmem, ale także poprzez elementy improwizatorskie, oraz te zależne od przypadkowych momentów związanych z jego talentem, co rzadko kiedy prowadziło do wykształcenia się dowcipnych i pełnych życia projektów literackich. W 1842 został odznaczony Pour le Mérite za Naukę i Sztukę

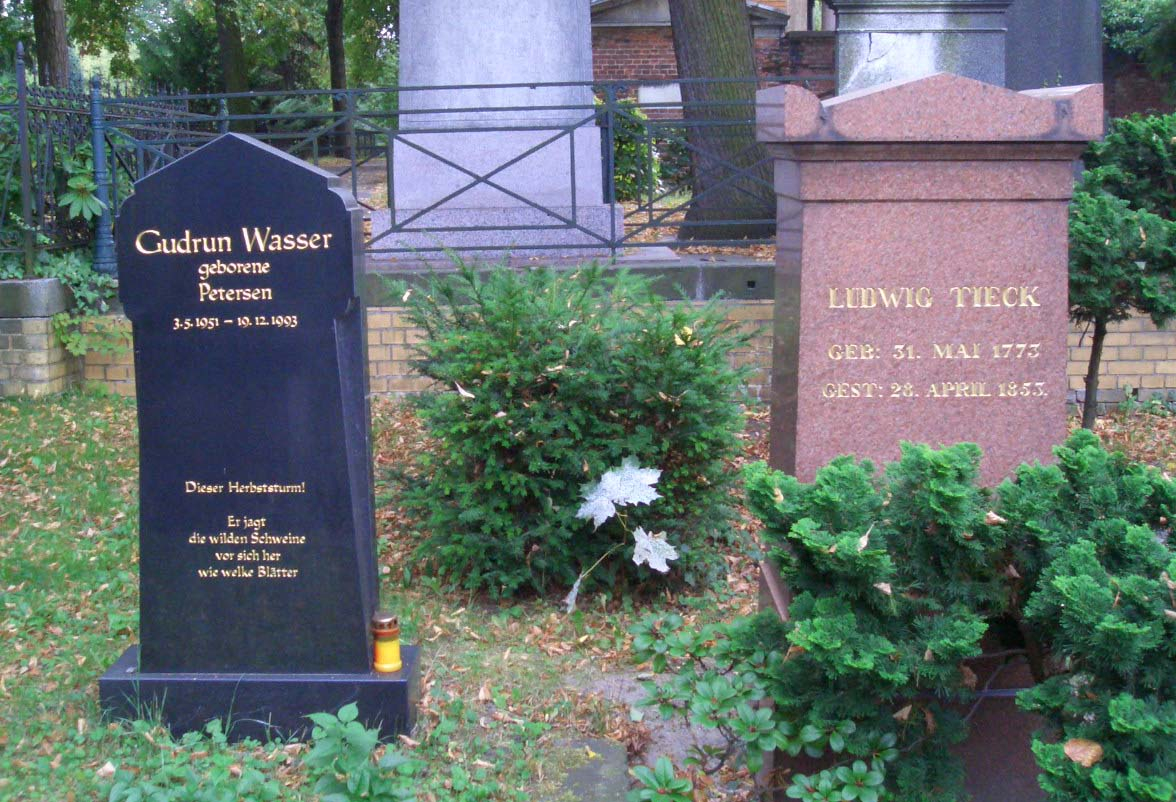
Miejsce spoczynku pisarza

## Dzieła

### Zbiory
- Schriften. Bd. 1-28. Berlin: Reimer, 1828-1854. – (Unter »Arno Schmidt Referenzbibliothek« abrufbar http://www.gasl.org/refbib/ s. weiter unten!).
- Werke in vier Bänden. Nach dem Text der Schriften von 1828-1854, unter Berücksichtigung der Erstdrucke, hrsg. sowie mit Nachw. u. Anm. vers. von Marianne Thalmann. Bd. 1-4. München: Winkler, 1963-1966
- Schriften. In 12 Bänden. Hrsg. von Hans P. Balmes, Manfred Frank [u.a.] Frankfurt am Main: Deutscher Klassiker-Verlag, 1986ff
  - 1. Jugendwerke / Die Sommernacht / Schriften 1789-1793. Hrsg. von Achim Hölter, 1991 (= Bibliothek deutscher Klassiker. 64)
  - 6. Phantasus. 1985 (= Bibliothek deutscher Klassiker. 2)
  - 7. Gedichte. Hrsg. von Ruprecht Wimmer, 1995 (= Bibliothek deutscher Klassiker. 124)
  - 11. Der junge Tischlermeister / Die Vogelscheuche / Das Alte Buch / Eigensinn und Laune / Schriften 1834-1836. Hrsg. von Uwe Schweikert, 1988 (= Bibliothek deutscher Klassiker. 35)
  - 12. Vittoria Accorombona / Des Lebens Überfluss / Waldeinsamkeit / Schriften 1836-1852. Hrsg. von Uwe Schweikert, 1986 (= Bibliothek deutscher Klassiker. 13)

### Pojedyncze wydania
- Abdallah. Eine Erzählung. Berlin, Leipzig: Nicolai, 1795
- Peter Lebrecht. Eine Geschichte ohne Abentheuerlichkeiten. 2 Bde. Berlin, Leipzig: Nicolai, 1795-1796
- Die beiden merkwürdigsten Tage aus Siegmunds Leben, 1796.
- William Lovell. 3 Bde. Berlin, Leipzig: Nicolai 1795-96
- Wilhelm Heinrich Wackenroder u. Ludwig Tieck: Herzensergießungen eines kunstliebenden Klosterbruders. Berlin: Unger 1797
- Die sieben Weiber des Blaubart. Eine wahre Familiengeschichte. Hrsg. von Gottlieb Färber [d.i. Ludwig Tieck]. Istanbul: Murusi, 1212 [d.i. Berlin: Nicolai, 1797]
- Volksmährchen. Hrsg. von Peter Leberecht [d.i. Ludwig Tieck]. 3 Bde. Berlin: Nicolai 1797 (Enthält von Tieck Der gestiefelte Kater, Der blonde Eckbert und Ritter Blaubart).
- Liebesgeschichte der schönen Magelone und des Grafen Peter von Provence, 1797
- Franz Sternbalds Wanderungen. Eine altdeutsche Geschichte. 2 Bde. Berlin: Unger, 1798
- Romantische Dichtungen. 2 Bde. Jena: Frommann, 1799-1800
- Prinz Zerbino, oder die Reise nach dem guten Geschmack, gewissermassen eine Fortsetzung des gestiefelten Katers. Ein Spiel in sechs Aufzügen. Jena: Frommann, 1799
- Wilhelm Heinrich Wackenroder: Phantasieen über die Kunst, für Freunde der Kunst. Hrsg. von Ludwig Tieck. Hamburg: Perthes, 1799
- Poetisches Journal. Hrsg. von Ludwig Tieck. Jena: Frommann, 1799
- Der Runenberg 1804
- Kaiser Octavianus. Ein Lustspiel in zwei Theilen. Jena: Frommann, 1804
- Liebeszauber 1811
- Phantasus. Eine Sammlung von Mährchen, Erzählungen, Schauspielem und Novellen. 3 Bde. Berlin: Realschulbuchhandlung, 1812-1816
- Gedichte. 3 Bde. Dresden: Hilscher, 1821-1823
- Novellen. 7 Bde. Dresden: Arnold; Berlin: Reimer; Breslau: Max, 1823-1828.
- Dramaturgische Blätter. 2 Bde. Breslau: Max, 1826; Bd. 3: Leipzig: Brockhaus, 1852
- Dichterleben. Erster Theil. Novelle, 1825
- Der Aufruhr in den Cevennen. Eine Novelle in vier Abschnitten. Erster und zweiter Abschnitt. Berlin: Reimer 1826
- Der Gelehrte. Novelle, 1827
- Gesammelte Novellen. Vermehrt und verbessert. 14 Bde. Breslau: Max, 1835-1842
- Der junge Tischlermeister. Novelle in sieben Abschnitten. 2 Bde. Berlin: Reimer, 1836
- Des Lebens Überfluß. Novelle, 1839
- Vittoria Accorombona. Ein Roman in fünf Büchern. 2 Bde. Breslau: Max, 1840
- Kritische Schriften. 4 Bde. Leipzig: Brockhaus 1848-1852 (Bd. 3-4 auch u.d.T.: Dramaturgische Blätter. Zum ersten Mal vollständig gesammelt.)
- Gesammelte Novellen. Vollständige auf’s Neue durchgesehene Ausgabe. 12 Bde. Berlin: Reimer, 1852-1854 (identisch mit Schriften. Bd. 17-28.)
- Nachgelassene Schriften. Auswahl und Nachlese. Hrsg. von Rudolf Köpke. 2 Bde. Leipzig: Brockhaus 1855
- Das Buch über Shakespeare. Handschriftliche Aufzeichnungen. Aus seinem Nachlass hrsg. von Henry Lüdeke. Halle a.S.: Niemeyer, 1920 (= Neudrucke deutscher Literaturwerke des 18. und 19. Jahrhunderts. 1).

### Listy (wybór)
- Letters of Ludwig Tieck. Hitherto unpublished. 1792-1853. Collected and edited by Edwin H. Zeydel, Percy Matenko and Robert Herndon Fife. New York: Modern Language Assoc. of America, 1937. – [Nachdr. d. Ausg.] Millwood, N.Y.: Kraus Reprint Co., 1973
- Letters to and from Ludwig Tieck and his circle. Unpublished letters from the period of German romanticism, including the unpublished correspondence of Sophie and Ludwig Tieck. Collected and edited by Percy Matenko, Edwin H. Zeydel, Bertha M. Masche. Chapel Hill: Univ. of North Carolina Press, [1967].(= Studies in the Germanic Languages & Literatures, No. 57) ISBN 0-8078-8057-4.
- Ludwig Tieck. Hrsg. von Uwe Schweikert. 3 Bde. München: Heimeran, 1971. (= Dichter über ihre Dichtungen. Bd. 9/I-III)
- Ludwig Tieck und die Brüder Schlegel. Briefe. Auf d. Grundlage der von Henry Lüdeke besorgten Ed. neu hrsg. u. komm. von Edgar Lohner. München: Winkler, 1972

### Przekłady (Wybór)
- Cervantes, Don Quixote, 4 Bde., Berlin 1799-1801; Neudruck 1852/53.
- Dzieła Szekspira, wraz August Wilhelm Schlegel, Wolf von Baudissin i jego córką Dorothea Tieck:
- Altenglisches Theater, 2 Bde., Berlin 1811.

### Tieck jako wydawca
- Minnelieder aus dem schwäbischen Zeitalter, neu bearbeitet und herausgegeben von Ludewig Tieck, mit Kupfern Berlin 1803
- Novalis
- Maler Müller
- Heinrich von Kleist
- Jakob Michael Reinhold Lenz: „Lenz’ gesammelte Schriften”, Berlin 1828.
- Karl Wilhelm Ferdinand Solger